# 渡辺貢 (政治家)
渡辺 貢（わたなべ みつぐ、1928年3月4日 - 2022年6月12日）は日本の官僚、政治家。元衆議院議員（日本共産党公認、2期）。日朝協会代表理事、埼玉中央医療生協顧問、日本共産党埼玉県副委員長。

## 来歴
東京都出身。中央大学法学部を卒業後、大蔵省事務官を経て1979年の衆院選で埼玉1区から出馬し初当選を果たす。以後1980年の衆院選でも再選されるが、1983年の衆院選で次点に終わり、その後返り咲きはできなかった。
議員在任中の1982年2月25日、衆院予算委員会にて中曽根康弘行政管理庁長官（当時）が1980年の総選挙に際し、富士通や日立製作所から違法献金を受け取っていたことを明らかにした。
2022年6月12日、埼玉県内の病院で死去。94歳没。